# Почечная гликозурия
По́чечная гликозури́я (по́чечная глюкозури́я, по́чечный диабе́т, „неви́нная“ глюкозури́я) — заболевание, развивающееся в результате нарушения транспорта глюкозы в канальцах почек, экскреция которой усиливается при нормальном уровне глюкозы в крови. Тип наследования почечной глюкозурии аутосомно-доминантный. Указанный дефект в канальцевом аппарате (первичная тубулопатия) может встречаться совершенно изолированно, либо в сочетании с другими заболеваниями канальцев (синдроме де Тони-Дебре-Фанкони, глюко-аминовом диабете и так далее).

## Патогенез
Небольшие количества сахара экскретируются с мочой и в норме. О гликозурии говорят в тех случаях, когда суточная экскреция глюкозы с мочой составляет от 2…10 до 100 г. Почечная гликозурия не зависит от диеты — все порции мочи, включая ночные, содержат сахар, идентифицируемый как глюкоза. Уровень глюкозы в крови слегка понижен, толерантность к пероральной нагрузке (глюкозотолерантный тест) нормальна или несколько снижена. Организм пациентов с почечной гликозурией способен усваивать и депонировать нормальное количество углеводов. Нарушение транспорта глюкозы при почечной гликозурии может быть связано с:
- уменьшением анатомической массы проксимальных канальцев относительно гломерулярной поверхности (относится к типу A почечной глюкозурии со сниженным Tm);
- снижением функциональной способности системы, ответственной за транспорт глюкозы, против градиента концентрации в мембране канальцев клеток (имеются доказательства, что перемещение глюкозы через клеточную мембрану сопряжено с транспортом натрия[3]);
- снижением проницаемости для глюкозы клеточных мембран, обращённых в просвет канальцев;
- снижением способности транспортировать глюкозу с помощью специфического мембранного носителя.

Считается, что существует особый тип почечной гликозурии, характеризующийся неравномерной активностью транспорта глюкозы — тип B, при котором реабсорбция её снижена лишь в части нефронов (наряду с которыми имеются нефроны с повышенной интенсивностью транспорта глюкозы в клетку (Tm в норме).
В ряде случаев доказано сосуществование почечной гликозурии и сахарного диабета. Показана прямая зависимость между увеличением объёма внеклеточной жидкости и снижением реабсорбции глюкозы в канальцах, а также усилением экскреции натрия с мочой, что представляет собой вариант компенсаторной реакции.
Основной силой транспорта глюкозы является электрический потенциал, зависимый от натрия. Этот транспорт подавляется D-глюкозой и флоридзином, что может быть использовано для диагностики почечной глюкозурии.

## Клиника
Клинические проявления заболевания (кроме наличия постоянной гликозурии) наблюдаются в очень тяжёлых случаях и обусловлены прежде всего значительными потерями сахара. Пациенты испытывают слабость, чувство голода, стойкий осмотический диурез (полиурия, мочеизнурение) служит причиной развития дегидратации и гипокалиемии. Дефицит углеводов приводит к задержке физического развития ребёнка и склонности к ацетонурии (особенно при голодании, лихорадочных состояниях). При более лёгких формах пациенты развиваются нормально. Признаков почечной недостаточности не выявляется.

## Диагностика
Обязательным условием диагностики почечной гликозурии является идентификация глюкозы в моче с помощью хроматографических или энзиматических методов (положительные пробы на редуцирующие субстанции могут быть обусловлены присутствием в моче других сахаров: фруктозы — при доброкачественной фруктозурии, галактозы — при галактоземии и других).

## Дифференциальная диагностика
- Наличие у пациента жажды, полиурии, гликозурии может навести на мысль о вероятности сахарного диабета[3].
- Для исключения других тубулопатий, необходимо исследовать экскрецию фосфатов и аминокислот, показатели которых при изолированной почечной гликозурии не выходят за пределы нормы[3].

## Лечение
Специального лечения почечной гликозурии в большинстве случаев не требуется.

## Прогноз
Прогноз при почечной гликозурии должен считаться благоприятным, так как, несмотря на постоянное выведение глюкозы с мочой, общее состояние пациентов обычно не нарушено.